# Міккель Тюгесен
Міккель Тюгесен (дан. Mikkel Thygesen, нар. 22 жовтня 1984, Копенгаген) — данський футболіст, що грав на позиції півзахисника.
Виступав, зокрема, за клуби «Мідтьюлланд» та «Брондбю», а також національну збірну Данії.

## Клубна кар'єра
Народився 22 жовтня 1984 року в місті Копенгаген.
У дорослому футболі дебютував 2002 року виступами за команду «Фрем», у якій провів три сезони, взявши участь у 45 матчах чемпіонату. 
Згодом з 2005 по 2007 рік грав у складі команд «Мідтьюлланд» та «Боруссія» (Менхенгладбах).
Своєю грою за останню команду знову привернув увагу представників тренерського штабу клубу «Мідтьюлланд», до складу якого повернувся 2007 року. Цього разу відіграв за команду з Гернінга наступні чотири сезони своєї ігрової кар'єри. Більшість часу, проведеного у складі «Мідтьюлланда», був основним гравцем команди.
У 2011 році уклав контракт з клубом «Брондбю», у складі якого провів наступні чотири роки своєї кар'єри гравця. Граючи у складі «Брондбю» також здебільшого виходив на поле в основному складі команди.
Протягом 2015 року захищав кольори клубів «Гобро» та «Раннерс».
Завершив ігрову кар'єру у команді «Роскілле», за яку виступав протягом 2015—2019 років.

## Виступи за збірні
У 2004 році дебютував у складі юнацької збірної Данії (U-20), загалом на юнацькому рівні взяв участь у 4 іграх, відзначившись 2 забитими голами.
Протягом 2004–2006 років залучався до складу молодіжної збірної Данії. На молодіжному рівні зіграв у 12 офіційних матчах, забив 2 голи.
У 2006 році дебютував в офіційних матчах у складі національної збірної Данії.
Загалом протягом кар'єри в національній команді, яка тривала 5 років, провів у її формі 4 матчі.